# خوسيه لوبيز بورتيو إي روجاس
خوسيه لوبيز بورتيو إي روجاس (بالإسبانية: José López Portillo y Rojas)‏ (26 مايو 1850، غوادالاخارا في المكسيك - 22 مايو 1923، مدينة مكسيكو في المكسيك)؛ دبلوماسي، رجل قضاء، كاتب وروائي مكسيكي.